# یوشیوکی تاکموتو
یوشیوکی تاکموتو (ژاپنی: 竹元 義幸؛ زادهٔ ۳ اکتبر ۱۹۷۳) یک بازیکن فوتبال اهل ژاپن است.
از باشگاه‌هایی که در آن بازی کرده‌است می‌توان به باشگاه فوتبال آویسپا فوکوئوکا، باشگاه فوتبال میتو هولیهوک و باشگاه فوتبال ساگان توسو اشاره کرد.